# Ocotea yutajensis
Ocotea yutajensis är en lagerväxtart som beskrevs av C. K. Allen. Ocotea yutajensis ingår i släktet Ocotea och familjen lagerväxter. Inga underarter finns listade i Catalogue of Life.